# La guerra del ferro - Ironmaster
La guerra del ferro - Ironmaster è un film del 1983 diretto da Umberto Lenzi.

## Trama
Vud, esiliato dal suo villaggio, scopre l'uso del ferro e ci fabbrica una bella e potente spada, capace di sottomettere molti popoli finché si scontra con Ela.